# Марьяна-монашка
Марьяна-монашка — поэма Тараса Шевченко.
Поэма не была закончена. Произведение состоит из двух частей: вступления («Ветер в роще нагибает») и собственно поэмы.
Вступление имеет авторскую дату: «Санкт-Петербург, 22 ноября, 1841 года».
Автограф Шевченко прислал вместе со стихотворением «Ветер с рощей разговаривает» («Лодка») 1842 года главному редактору альманаха «Снип» А. Корсуну, но вторая книжка альманаха не вышла из печати, и автограф остался в архиве издателя.
Впервые часть поэмы в черновой редакции без вступления напечатана в журнале «Основа» (1861, № 5) под названием «Монахиня Марьяна» с авторскими поправками П. Кулиша. Вступление, которое считали самостоятельным произведением и в течение длительного времени публиковали отдельно от поэмы, впервые опубликовано без даты в журнале «Основа» (1861, № 3).
Поэма вместе с вступлением появилась впервые в «Кобзаре» издательства «Деятель» (Санкт-Петербург, 1914) с копией, сделанной украинской поэтессой, знакомой Шевченко А. Псёл.
«Марьяна-монашка» является социально-бытовым произведением.
В основе сюжета поэмы — несчастная любовь богатой девушки и бедного сироты. Рассказ в произведении ведётся от имени слепого кобзаря, который передаёт историю своей юношеской любви. О судьбе героини поэмы можно догадаться из названия произведения: Марьяна не согласилась выйти замуж за старого богатого сотника и ушла в монахини.
Шевченко посвятил поэму подруге детства О. Коваленко: «Оксане К...ко. На память того, что давно прошло».
Стихотворным посвящением Оксане Коваленко является и вступление к поэме.
Судьбу героев Шевченко ассоциативно связывал со своей судьбой и судьбой Оксаны.
По мнению литературоведов, в поэме сказалось влияние народного творчества. В частности, песня «Ой, гоп не пила» является свободной стилизацией народно-песенных мотивов.
Музыку к отдельным частям произведения писали Н. В. Лысенко, П. И. Сеница и др.
На полях рукописи поэмы «Марьяна-монашка» Шевченко оставил ряд своих рисунков.